# 嘉兴府
嘉兴府，中国古代的府。

嘉兴府在浙江省的位置（1820年）

南宋庆元元年（1195年），因秀州是宋孝宗出生地，故升秀州置嘉兴府。治所在嘉兴县（今浙江省嘉兴市）。辖区约今浙江省杭州湾以北（海宁市除外）、桐乡以东地区及上海市苏州河以南地。元朝时，改为嘉兴路。元末民变时，吴王朱元璋政权复之为府，辖区缩小至今浙江省境内。1912年废。
为「下三府」之一，下辖7个县：嘉兴县、秀水县（2个首县）、平湖县、桐乡县、嘉善县、海盐县、石门县。1912年（民国元年）撤废。

## 延伸阅读
[在维基数据编辑]
 《欽定古今圖書集成·方輿彙編·職方典·嘉興府部》，出自陈梦雷《古今圖書集成》